# Das Mädchen aus der Torte
Das Mädchen aus der Torte ist ein österreichisch-deutscher Fernsehfilm aus dem Jahr 1999 von Regisseur Peter Weck nach einem Drehbuch von Rolf-René Schneider mit Rainhard Fendrich, Ursula Buschhorn, Friedrich von Thun und Marion Mitterhammer. Im ORF und im Ersten wurde der Film am 1. Oktober 1999 erstmals ausgestrahlt.

## Handlung
Miriam ist für einen Party-Service tätig, auf der Geburtstagsfeier von Friedrichs 60. Geburtstag springt sie leicht bekleidet aus einer großen Torte, woraufhin das Geburtstagskind einen Herzinfarkt erleidet und die Zeitung darüber berichtet.
Christian Zeiler ist ein Anlageberater, dessen Hochzeit mit Katharina Buchheim vor der Tür steht. Deren Familie gehört das Bankhaus Buchheim. Der künftige Schwiegervater Karl Buchheim ist von der Hochzeit wenig begeistert, nicht zuletzt, weil er vermutet, dass Christian nur an Katharinas Geld interessiert ist. Karl bietet Christian daher eine hohe Geldsumme, damit er die Hochzeit mit seiner Tochter platzen lässt, Christian geht auf das Angebot nicht ein, außerdem ist er auf der Flucht vor einem wütenden Gläubiger, dem er ein erfolgloses Investment verkauft hatte.
Christians beste Freunde sind der Gynäkologe Dr. Victor Stolze und der homosexuelle Paul, der am Flughafen bei der Sicherheitskontrolle arbeitet. Auf dem von seinen Freunden Paul und Victor organisierten Junggesellenabschied lernt Christian Miriam kennen, die beiden verbringen daraufhin eine gemeinsame Liebesnacht. Nachdem Christian herausfindet, dass sich Mariam von Karl Buchheim aushalten lässt, entschließt er sich, Katharina doch zu heiraten. Vor dem Altar lässt Christian Katharina allerdings stehen und er macht sich auf die Suche nach Miriam.
Katharina verkündet ihrer Mutter Marie-Luise und ihrem Vater, dass sie nunmehr Christians Freund Victor heiraten werde, mit dem Marie-Luise ein heimliche Affäre hat. Einer der Anleger von Christian erfährt per Post, dass sein Investment doch nicht verloren ist und er darüber hinaus eine Rendite von 15 Prozent erhält.
Miriam hat ihre Arbeit als „Tortenmädchen“ sowie ihre Affäre mit Karl Buchheim mittlerweile beendet und ist ihren früheren Job als Erzieherin zurückgekehrt, den sie ausgeübt hatte, bis der Hort geschlossen wurde. Auf einer Geburtstagsfeier eines der Kinder in der Villa Kunterbunt, wo Miriam nunmehr arbeitet, tritt Christian als Clown verkleidet auf. Er teilt ihr mit, dass er doch nicht geheiratet hat und Christian und Miriam küssen sich.

## Produktion und Hintergrund
Produziert wurde der Film von der Event Filmproduktion und der Wörthersee Filmproduktion, als Produzenten fungierten Klaus Graf und Karl Spiehs, Produktionsleiter war Klaus Mielich, Aufnahmeleiterin Natalie Clausen.
Die Kamera führte Fabian Eder, die Musik und Texte schrieb Rainhard Fendrich, die Montage verantwortete Melania Singer. Das Kostümbild gestaltete Ulla Gothe, den Ton Heinz Türksch und das Maskenbild Conny Bellenbaum und Barbara Radke-Sieb.
Das Lied You've got all of me mit Text von Ina Wolff sang Erik Brodka. I die for your killing eyes (Text Rainhard Fendrich und Alec Corwin) interpretierte Joni Madden.

## Rezeption
Filmdienst.de bezeichnete den Film als „leichtgewichtige Boulevard-Komödie, die mit einer Reihe von Verwechslungen und Verwicklungen ein unverbindliches Spiel treibt“.
Tvspielfilm.de dagegen meinte, dass die Story nach einer 08/15-Romanze mit den üblichen Verwicklungen klinge. Tatsächlich gleite der ideenreiche Liebesreigen aber nur selten in die Klamotte ab, der Film sei eine wohltuende Abwechslung vom gängigen Hau-drauf-Humor. In ähnlich freundlicher Weise schrieb die Zeitschrift Gong, dass sich hinter „dem irreführend klamaukigen Titel“ eine „hübsche Liebeskomödie“ verberge, die „Wiener Charme mit Berliner Mutterwitz“ verbinde.